# Pobuna na brodu Bounty (1962.)
Pobuna na brodu Bounty (eng. Mutiny on the Bounty) je američki film iz 1962. godine temeljen na istoimenoj knjizi autora Charlesa Nordhoffa i Jamesa Normana Halla. Glavne uloge u filmu ostvarili su Marlon Brando i Trevor Howard, a radnja se vrti oko stvarne pobune koja se dogodila 1789. godine na brodu HMS Bounty koju je predvodio Fletcher Christian protiv glavnog kapetana Williama Bligha. To je druga američka ekranizacija knjige (prva je bila ona iz 1935. godine). Film je režirao Lewis Milestone koji je još u ranoj fazi produkcije zamijenio Carola Reeda. Scenarij je napisao Charles Lederer (uz nepotpisane suradnike Erica Amblera, Williama L. Driscolla, Bordena Chasea, Johna Gaya i Bena Hechta).
Film Pobuna na brodu Bounty prvi je ikada snimljen u Ultra Panavision 70 widescreen tehnologiji. Poznat je po lokacijama gdje je sniman (južni Pacifik) te po glazbi Bronislawa Kapera.

## Radnja
Godine 1787. brod Bounty kreće iz Engleske prema Tahitiju pod vodstvom kapetana Williama Bligha (Trevor Howard). Glavna misija je transport bilje hljebovac do Jamajke gdje će procvasti i postati jeftin izvor hrane za robove.
Iako se unaprijed zna da će putovanje biti teško, stvari se već od početka kompliciraju nakon što se sazna da nedostaje sir. Kapetana Bligha za krađu optužuje mornar John Mills (Richard Harris) pa Bligh naređuje brutalno bičevanje Millsa zbog pokazivanja prezira prema nadređenom, a na sveopće gađenje prvog poručnika Fletchera Christiana (Marlon Brando). U sljedećih nekoliko mjeseci kapetan Bligh će bez razmišljanja provoditi svoju filozofiju koju je objasnio Fletcheru: "Okrutnost sa svrhom nije okrutnost već učinkovitost." Aristokrat Christian duboko je uvrijeđen riječima svog ambicioznog kapetana.
Bligh pokušava skratiti dugačko putovanje do Tahitija pokušavajući prijeći Rt Horn što se pretvara u noćnu moru. Zbog oluje strategija mu propada pa je Bounty prisiljen povući se na istok čime se još više izgubilo na vremenu. Kako bi dobio na vremenu, Bligh još više tjera svoju posadu na težak rad, a uskraćuje im porcije hrane.
Nakon što Bounty napokon stigne na svoje odredište, posada otkriva lagodan život u tropskom raju - i filozofiju slobodne ljubavi tamošnjih žena. Christian upozna i zaljubi se u Maimiti (Tarita), kćerku kralja Tahitija. Blighova uzrujanost je dodatno povećana zbog toga što biljkama hljebovac treba dosta vremena da procvatu; prolazi još nekoliko mjeseci dok se biljke pravilno ne presade. Kako se dan odlaska s Tahitija sve više bliži, trojica mornara među kojima je i Mills pokušaju dezertirati, ali ih Christian ulovi i dovede na Bounty gdje ih kapetan Bligh stavlja u okove.
Kako bi se iskupio za kašnjenje, prilikom putovanja natrag kapetan Bligh ponese dvostruko više biljaka hljebovca nego što je trebao što za rezultat ima uskraćivanje vode mornarima kako se biljke ne bi osušile i uvenule. Jedan od članova posade padne niz jarbol i umre nakon što pokuša doći do posude koja se nalazi na vrhu broda iz koje bi pio vodu. U tom trenutku drugi mornar napadne Bligha, a ovaj naredi njegovo vezanje i bacanje s broda. Mills se obraća Christianu nakon svake smrti pokušavajući ga izazvati da oduzme zapovjedništvo Blighu. Nakon što jedan od mornara postane smrtno bolestan zbog konzumiranja morske vode, Christian mu pokuša dati svježu vodu što se protivi kapetanovim naredbama. Bligh udara Christiana nakon što se ovaj ogluši na njegovu zapovijed. Kao odgovor, Christian udara Bligha na što mu ovaj odgovara da je jedva čekao ovakvu njegovu reakciju i da će ići na vojni sud gdje će biti proglašen krivim i biti pogubljen zbog svoje neposlušnosti i udaranja kapetana. Kako nema ništa za izgubiti, Christian u tom trenutku preuzima zapovjedništvo nad brodom, a kapetana Bligha i njemu lojalne mornare ukrcava na mali čamac, daje im navigacijsku opremu i hranu te im govori da pronađu otok koji se nalazi u blizini. Umjesto toga Bligh odluči da će čamcem prijeći gotovo čitavi Pacifik kako bi došli do britanske vlasti što prije i vratili se u Englesku. 
Christian i ostatak posade s brodom Bounty vrate se natrag na Tahiti svojim djevojkama, a poslije odu na nenaseljeni i krivo ucrtani otok Pitcairn kako bi se sakrili od britanske mornarice. Međutim, na Pitcairnu Christian odluči da im je dužnost vratiti se u Englesku i svjedočiti o Blighovoj okrutnosti te upita svoje kolege mornare da pođu za njim. Kako bi spriječili tu mogućnost, trojica mornara zapale Bounty, a Christian umire od opeklina pokušavajući ga spasiti. 

## Glumačka postava
- Marlon Brando kao Fletcher Christian
- Trevor Howard kao kapetan William Bligh
- Richard Harris kao John Mills
- Hugh Griffith kao Alexander Smith
- Richard Haydn kao William Brown
- Tarita Teriipia kao princeza Maimiti
- Percy Herbert kao Matthew Quintal
- Duncan Lamont kao John Williams
- Gordon Jackson kao Edward Birkett
- Chips Rafferty kao Michael Byrne
- Noel Purcell kao William McCoy
- Ashley Cowan kao Samuel Mack
- Eddie Byrne kao John Fryer
- Frank Silvera kao Minarii

## Razne činjenice o filmu
Prva filmska ekranizacija pobune na brodu Bounty je ona iz ere nijemog filma - točnije iz 1915. godine. Također postoji australska verzija iz 1933. godine imena In the Wake of the Bounty; ova primitivna zvučna verzija ostat će upamćena kao prvi film kojeg je snimila buduća zvijezda Errol Flynn (glumio je Christiana Fletchera).
Ova filmska verzija Pobune na brodu Bounty ostat će legendarna po ponašanju glumca Marlona Branda za vrijeme snimanja. Navodno je upravo zbog toga prvi redatelj Carol Reed dao otkaz, a drugi redatelj Lewis Milestone konstantno se nalazio u konfrontacijama s glumcem. Prema svjedočenju kolege glumca Richarda Harrisa, Brando se nije slagao niti s članovima glumačke ekipe, uključujući i samog Harrisa kojem je išlo na živce to što Brando nije mogao (ili nije htio) naučiti svoje dijaloge; Harris je kasnije izjavio: "Sam film i Brando za mene su bili su jedna velika noćna mora i htio bih što prije na sve to zaboraviti." Brando je navodno sam mijenjao dijelove scenarija iz dana u dan (s obzirom na raspoloženje), ostavljajući ostatak glumačke ekipe u nedoumici što će toga dana zaista biti snimljeno. Prema biografiji Petera Mansoa, Brando je u nekoliko navrata zvao kolege glumce i ekipu iza kamere da odu sa seta i pomognu u dekoracijama vjenčanja njegovog prijatelja na Tahitiju. Mediji su optužili Branda da je najviše kriv što je film premašio svoj inicijalni budžet, ali je Brando to negirao i izjavio da producenti snose krivicu zbog određenih pogrešaka koji su direktno utjecali na kašnjenje filma u kino distribuciji.
Kako bi se što bolje pripremio za scenu u kojoj Christian Fletcher umire na kraju filma, Brando (kojemu glumačka metoda nije bila strana) je po nekoliko minuta ležao na blokovima leda kako bi stimulirao drhtanje žrtve opeklina. Međutim, kada se scena snimala Harris je odbio glumiti uz Branda te svoj dijalog izgovorio iz pozadine, sjedeći na cjepanici. Kada je Brando želio snimiti svoje scene krupnih kadrova, Harris je navodno bacio cjepanicu i rekao: "Neka priča s ovim!"
Nakon što je završilo snimanje filma, Brando se oženio glumicom Taritom Teriipijom koja je u filmu portretirala Maimiti.
Ova verzija filma jedina je od sve tri u kojoj se Christian niti u jednom trenutku ne pojavljuje golih prsa. Zapravo, Marlon Brando portretiran je u smiješnoj poziciji u sceni kada leži s kćerkom poglavice u grmlju, obučen kompletno u svoju mornarsku uniformu. 
Replika broda izgrađena za potrebe filma pojavila se na svjetskom sajmu 1964. godine u New Yorku, a i danas još uvijek postoji. Napravljena je prema planovima admiraliteta, ali je jednu trećinu veća kako bi bila dovoljna za kompletnu filmsku ekipu i opremu. U ljeto 2007. godine brod je otplovio u Britaniju i posjetio nekoliko luka, ali ne kao "Bounty" već kao "Crni Biser" iz filmskog serijala Pirati s Kariba. Ipak, prevaru je uočio mali dječak i prijavio je britanskim medijima. Godine 2011. replika je viđena u Norveškoj gdje se prodavala po cijeni od 4.600,000 dolara. 
Nakon što je film napokon doživio svoju premijeru u SAD-u dočekale su ga uglavnom negativne kritike. Iako je postao šesti najgledaniji film 1962. godine, ipak je izgubio novac zbog prekoračenja budžeta tijekom snimanja. 

## Nagrade i nominacije

### Oscar
Film Pobuna na brodu Bounty imao je 7 nominacija za prestižnu nagradu Oscar, ali nije osvojio niti jednu:
- Najbolji film - Aaron Rosenberg
- Najbolja kamera (u boji) - Robert Surtees
- Najbolja scenografija - George W. Davis, J. McMillan Johnson, Henry Grace i Hugh Hunt
- Najbolja montaža - John McSweeney Jr.
- Najbolji specijalni efekti - A. Arnold Gillespie i Milo B. Lory
- Najbolja originalna glazba - Bronislau Kaper
- Najbolja originalna pjesma - Love Song from Mutiny on the Bounty (Follow Me) (glazba: Bronislau Kaper; stihovi: Paul Francis Webster)

### Zlatni globus
Film Pobuna na brodu Bounty imao je 3 nominacije za Zlatni globus, ali nije osvojio niti jednu:
- Najbolji film (drama)
- Najbolja sporedna glumica - Tarita
- Najbolja originalna glazba - Bronislau Kaper

## Vanjske poveznice
- Pobuna na brodu Bounty u internetskoj bazi filmova IMDb-a
- Pobuna na brodu Bounty na Rotten Tomatoes